# ألان مارلي
ألان مارلي (بالإنجليزية: Allan Marley)‏ هو لاعب كرة قدم بريطاني في مركز ظهير ‏، ولد في 29 فبراير 1956 في درم في المملكة المتحدة. لعب مع غريمسبي تاون.